# Vanessa Warwick
Vanessa Warwick (geboren als Vanessa Young) ist eine Musikproduzentin und Produktionsleiterin. Sie zeichnet verantwortlich für zahlreiche Dokumentationen, Video-Clips, Künstler-Porträts und TV-Produktionen. Bekannt wurde sie vor allem durch die Musiksendung Headbanger's Ball, die sie zu Beginn der 1990er Jahre moderierte.

## Beruflicher Werdegang

### Die Zeit bei MTV
Zunächst spielte Vanessa Warwick in einigen Bands, arbeitete als Managerin und Produktionsassistentin, schrieb fallweise für Musikmagazine wie Metal Hammer oder Metal Forces, war für mehrere Plattenfirmen tätig und übernahm freiberuflich Tätigkeiten wie Promotion oder Marketing. Durch ihre vielseitige Arbeit machte sie sich schnell einen Namen und ergatterte 1989 eine Stelle als Produktionsassistentin beim britischen Regionalsender MTV Europe. Nur zwei Jahre später wurde sie Teilproduzentin und Moderatorin der Musiksendung Headbanger's Ball, die sich ausschließlich den Bereichen Metal und Hard Rock widmete. Über einen Zeitraum von sieben Jahren moderierte sie diese Sendung und schlüpfte zunehmend in die Rolle einer Produzentin und Produktionsleiterin. Eine der Sendungen, die sie zwischenzeitlich leitete, war MTV Select.
Nachdem Headbanger's Ball aus dem Musikprogramm gestrichen wurde, verließ sie 1997 MTV, um eine Position als Serienproduzentin und Produktionsleiterin anzunehmen. Anschließend verfasste sie zusammen mit Steve Beebee das Buch MTV Headbanger's Ball · Chaos AD: Rock In The Nineties. Die Photographien für das Buch wurden von Ross Halfin beigesteuert.

### Firmengründung
Kurze Zeit danach gründete Vanessa Warwick ihre eigene Produktionsfirma. Einer der ersten Auftraggeber war Sony Music Entertainment. Sony baten Vanessa Warwick um ein Electronic Press Kit (EPK), um die Karriere von Ricky Martin auf internationalem Niveau voranzutreiben. Die EPK-Produktion gelang und förderte schließlich Martins Durchbruch. Vanessa Warwick arbeitete seitdem mit vielen Künstlern zusammen und produzierte zahlreiche Porträts und Dokumentationen.

### Weg zum Erfolg
Im August 1999 gründete sie das Special Music Projects Dept. bei Chrysalis TV (heute North One TV). Einige Monate später kreierte und ko-produzierte sie ein Latino-Pop-Special für den Sender Channel 4 unter dem Titel Latino Loco. Die Sendung berichtete über Latino-Künstler wie Ricky Martin, Jennifer Lopez, Carlos Santana, Enrique Iglesias und die bis dahin noch relativ unbekannte Sängerin Shakira. Moderiert wurde die Sendung in Miami von Julio Iglesias Jnr.
Parallel dazu führte sie die EPK-Produktionen mit ihrer Firma fort und erstellte Dokumentationen für David Gray, Craig David, Kylie Minogue, Coldplay, Luciano Pavarotti oder Russell Watson. Darüber hinaus leitete sie die Produktionen von etwa 12 Video-Clips für verschiedene Künstler wie Motörhead oder Hayley Westenra. Im Jahr 2001 wurde unter ihrer Leitung das 25th Anniversary Concert (Live @ Brixton Academy) von Motörhead mitgeschnitten. Das erst 2003 veröffentlichte Video entpuppte sich als Kassenschlager und gilt als eines der meistverkauften Videos der SPV.
Weiterhin arbeitete sie mit Dido, The Rasmus und Rod Stewart zusammen und verwirklichte anschließend ihre Zusammenarbeit mit Madonna.

## Privatleben
Vanessa Warwick war seit 1990 mit Ricky Warwick, dem Sänger der Rockband The Almighty, verheiratet. Inzwischen ist das Paar geschieden.

## Publikationen

### Bücher
- Steve Beebee: MTV Headbanger's Ball · Chaos AD: Rock In The Nineties, Simon & Schuster MTV Books, 1997, ISBN 0-684-81920-1

### Videos (Auswahl)
- 2000 · Motörhead: God Save The Queen (Video-Clip)
- 2001 · Doro Pesch: White Wedding (Video-Clip)
- 2003 · Motörhead: Live @ Brixton Academy